# Marco Borriello
Marco Borriello (Napulj, 18. lipnja 1982.) talijanski je umirovljeni nogometaš. Većinu svoje karijere je proveo u talijanskim klubovima, s kratkim epizodama u Engleskoj i Španjolskoj.

## Trofeji
Juventus
- Serie A: 1

2011./12.